# Raffaele Monaco La Valletta
Raffaele Monaco La Valletta (né le 23 février 1827 à L'Aquila, dans la région des Abruzzes et mort le 14 juillet 1896 à Rome) est un cardinal italien du XIXe siècle.

## Biographie
Raffaele Monaco La Valletta est membre de la Curie romaine. Le pape Pie IX le crée cardinal lors du consistoire du 13 mars 1868.
Il participe au premier concile du Vatican, convoqué par le pape Pie IX, qui s'est tenu du 8 décembre 1869 au 20 octobre 1870.
Il est nommé évêque titulaire d'Héraclée-en-Europe (de) en 1874 et est consacré par Pie IX avec comme co-consécrateurs Xavier de Merode et François Marinelli. Il est nommé évêque auxiliaire de Rome en 1876. Il approuve en 1875 la fondation de la congrégation des Sœurs de la Sainte Famille de Nazareth.
Mgr Monaco La Valletta participe au conclave de 1878, lors duquel Léon XIII est élu pape. De 1884 à 1889 il est secrétaire de la Congrégation Sacrée de l'Inquisition romaine et universelle et de 1889 jusqu'à sa mort en 1896 il est préfet de la Congrégation des cérémonies.
Avec sa nomination comme cardinal-évêque d'Ostie en 1889, il devient doyen du Collège des cardinaux primus inter pares.

## Succession apostolique
Raffaele Monaco La Valletta a ordonné les évêques suivants :
- Archevêque Rocco Cocchia (it), O.F.M.Cap. (1874)
- Évêque Domenico de Angelis (1874)
- Évêque Luigi Martucci (1874)
- Évêque Antonio Maria Curcio (1874)
- Évêque Luigi Barbato Pasca di Magliano (1874)
- Évêque Giustino Puletti (1875)
- Archevêque Francesco Trotta (1876)
- Évêque Francesco Vitagliano (1876)
- Évêque Pietro Saulini Patrizi (it) (1876)
- Évêque Gennaro Maria Maselli, O.M. (1877)
- Archevêque Camillo Santori (1878)
- Évêque Fidelis Dehm (de), O.F.M.Conv. (1878)
- Cardinal Luigi Rotelli (1878)
- Archevêque Giuseppe Maria Costantini (1878)
- Cardinal Placido Maria Schiaffino, O.S.B. (1878)
- Archevêque Mariano Elvezio Pagliari (1879)
- Cardinal Francesco Battaglini (1879)
- Cardinal Achille Manara (1879)
- Évêque Filippo Allegro (1879)
- Évêque Giuseppe Boraggini (1879)
- Évêque Giuseppe Apollonio (it) (1879)
- Archevêque Felice Gialdini (it) (1879)
- Archevêque Augusto Antonio Vicentini (it) (1879)
- Archevêque Gesualdo Nicola Loschirico (it), O.F.M.Cap. (1879)
- Évêque Donnino Donnini (1879)
- Évêque Angelo Michele Onorati (1879)
- Évêque Vincenzo Manicardi (1879)
- Évêque Aloysius Pistocchi (1879)
- Évêque Vincenzo Serarcangeli (1879)
- Archevêque Dario Mattei Gentili (it) (1880)
- Archevêque Pietro Alfonso Jorio (it) (1880)
- Évêque Agnello Renzullo (1880)
- Évêque Antonio Pistocchi (1880)
- Évêque Flaviano Simoneschi (1880)
- Évêque Gaetano Bacile di Castiglione (1880)
- Cardinal Alfonso Capecelatro di Castelpagano, C.O. (1880)
- Évêque Eusebio Magner, O.F.M.Cap. (1881)
- Évêque Luigi Marcello Pellegrini (1881)
- Évêque Pierre Henri Lamazou (1881)
- Archevêque Vincenzo Gregorio Berchialla, O.M.V. (1881)
- Cardinal Sebastiano Galeati (1881)
- Archevêque Giuseppe Camassa (1881)
- Évêque Michael Felix Korum (de) (1881)
- Cardinal Giuseppe D'Annibale (1881)
- Archevêque Josip Stadler (en) (1881)
- Évêque Carlo Mennella (de) (1882)
- Évêque Rocco Anselmini (fi) (1882)
- Évêque Eugenio Luzzi (1882)
- Évêque Giuseppe Gelli (pt) (1882)
- Patriarche Domenico Marinangeli (it) (1882)
- Patriarche Giuseppe Ceppetelli (1882)
- Évêque Luigi Bruno (1882)
- Évêque Tiberio Durante (1882)
- Évêque Luciano Gentilucci (1883)
- Évêque Gaetano Lironi (1883)
- Évêque Giuseppe Cavaliere (1883)
- Évêque Tommaso Montefusco (1883)
- Cardinal Luigi Sepiacci, O.E.S.A. (1883)
- Archevêque Raffaele di Nonno (it), C.SS.R. (1883)
- Cardinal Gennaro Portanova (1883)
- Évêque Raffaele Danise, M.I. (1883)
- Cardinal Tommaso Maria Martinelli, O.E.S.A. (1884)
- Évêque Ercole Vincento Boffi (1884)
- Évêque Alessio Maria Biffoli, O.S.M. (1884)
- Évêque Giovanni Battista Scotti (1884)
- Archevêque Salvatore Maria Bressi, O.F.M.Cap. (1884)
- Évêque Giovanni Maria Diamare (it) (1885)
- Évêque Luigi Traversi (1885)
- Évêque Luigi del Forno (1885)
- Archevêque Giuseppe Giustiniani (1886)
- Archevêque Francesco d'Albore (1886)
- Archevêque Leopoldo Franchi (1886)
- Évêque Giovanni Battista Tescari (1886)
- Évêque Giovanni Maria Sardi (1886)
- Archevêque Raffaele Sirolli (1887)
- Archevêque Ernesto Mazzella (it) (1887)
- Évêque Michele de Jorio (1887)
- Évêque Antonio Maria de Pol (it) (1887)
- Archevêque Amilcare Tonietti (it) (1887)
- Cardinal Francesco Satolli (1888)
- Archevêque Francesco Niola (it) (1888)
- Évêque Giuseppe Ricciardi (it) (1888)
- Évêque Vito Antonio Fioni (1888)
- Archevêque Domenico Taccone-Gallucci (1888)
- Archevêque Domenico Maria Valensise (it) (1888)
- Évêque Evangelista Di Milia (de), O.F.M.Cap. (1889)
- Archevêque Aurelio Zonghi (1889)
- Évêque Giulio Matteoli (it) (1889)
- Évêque Joseph Marello, O.S.I. (1889)
- Archevêque Antonio Maria de Lorenzo (1889)
- Archevêque Tancredo Fausti (1889)
- Archevêque Edmund Stonor (en) (1889)
- Archevêque Salvatore Palmieri, C.PP.S. (1889)
- Évêque Étienne-Marie Potron, O.F.M.Obs. (1889)
- Évêque Vincenzo Brancia (1889)
- Évêque Giovanni Jannoni (1890)
- Évêque Pasquale Corrado (1890)
- Archevêque Gaetano Caporali, C.PP.S. (1890)
- Évêque Giuseppe Morticelli (1890)
- Évêque Nicola Lorusso (1890)
- Évêque Giuseppe Consenti, C.SS.R. (1890)
- Évêque Pietro Podaliri (1890)
- Archevêque Francesco Paolo Carrano (it) (1891)
- Archevêque Giulio Vaccaro (it) (1891)
- Évêque Lorenzo Antonelli (1891)
- Archevêque Antonio Maria Buglione (1891)
- Patriarche Michele Zezza (it) (1891)
- Cardinal Donato Maria Dell'Olio (1891)
- Évêque Carmelo Ciotola (1891)
- Évêque Paolo Fioravanti (1891)
- Évêque Stefano Porro (1891)
- Cardinal Giuseppe Maria Graniello, B. (1892)
- Cardinal Diomede Angelo Raffaele Gennaro Falconio, O.F.M.Ref. (1892)
- Évêque Emilio Alfonso Todisco Grande (1892)
- Évêque Vincenzo Giuseppe Veneri (1893)
- Archevêque Tommaso de Stefano (1893)
- Cardinal Serafino Cretoni (1893)